# Струмкова черепаха білоока
Струмкова черепаха білоока (Rheodytes leukops) — єдиний сучасний вид (інший вид Rheodytes devisi — вимерлий) черепах роду Струмкова черепаха родини Змієшиї черепахи. Інша назва «черепаха Фітцрой».

## Опис
Загальна довжина карапаксу досягає 25—26,2 см. Голова вузька, очі маленькі. На шиї крупні вирости, на підборідді пара вусиків. Щиток на верхній щелепі доволі вузький. Пластинчаста кістка відсутня. Є довгий, розвинений симфіз на нижній щелепі. Карапакс подовжений у дорослих і круглий у молодих черепах — до 9,5 см (також у них помітні 3 кіля). Пластрон вузький. Перетинка між карапаксом й пластроном широка Ця черепаха відрізняється дуже великою по діаметру клоакою. Між пальцями добре розвинені перетинки.
Колір голови коричневий або оливковий зверху і жовтий або оранжевий знизу. Навколо райдужною оболонки є білі або сріблясті кільця, зіниця чорного кольору. Шкіра оливково-сіра. Самці забарвлені у яскраві жовто-червоні тони. Колір карапаксу коричневий з додаванням оливкового кольору, можливо з декількома чорними плямами. Самиці з віком стають світліше. Пластрон жовтувато-коричневий. Перетинка темніша за пластрон.

## Спосіб життя
Полюбляє річки, струмки канали зі слабкою течією. Має здатність дихати під водою, витягуючи кисень з анальних міхурів. Зустрічається на висоті до 40 м над рівнем моря. Харчується комахами, водоростями, хробаками, равликами, водними безхребетними.
Відкладання яєць відбувається у вересні—жовтні. Самиця відкладає 46—59 доволі невеликих, видовжених яєць розміром 23,2—33,1 мм завдовжки та 19—23,8 мм шириною. Глибина ямок для яєць близько 19 см. За сезон буває 1—5 кладок. Інкубаційний період триває 45—47 діб за температури 30 °C. Новонароджені черепашенята світло-коричневі з темними прожилками і низкою чорних крапок уздовж кілів.

## Розповсюдження
Мешкає у басейні річки Фіцрой та її притоках у Квінсленді (Австралія).